# Кононенко Харитя Мусіївна

Хари́тя Мусі́ївна Кононе́нко (* 18 жовтня 1900, Миколаївка Кременчуцького повіту — нині Полтавської області — † 15 жовтня 1943, Рівне) — українська громадська діячка, журналістка. Виховувалась в родині своєї тітки О'Коннор-Вілінської Валерії й дядька Олександра Вілінського.

## Життєпис
Дочка поета Мусія Кононенка. 1917—1918 — членка осередку середньошкільників у Києві. Студенткою разом з подругами брала участь у траурному похороні героїв Крут. 1918 року виїхала до Швейцарії — Вілінський призначений консулом УНР.
1921 року стала членом Української національної секції Міжнародної Ліги миру і свободи, заснованої у Відні, редагує жіночу сторінку газети «Діло». В складі Пласту у Подєбрадах (там родина проживала з 1920-го) і Празі, членкиня Українського Пластового Комітету в Празі; закінчила Українську Господарчу Академію та Карлів університет — отримала ступінь доктора філософії; писала прозу та поезію.
Стала співзасновницею Союзу українок Канади — 1925, працювала в інституті ім. Петра Могили.
У 1928 році повертається до Чехо-Словаччини й бере участь в українському громадському житті на Закарпатті та у Празі. 1930 року переїздить до Галичини.
1939 захистила докторантуру права в УВУ, також — доктор економічних наук.
1941—1943 — одна з керівників леґального Українського Червоного Хреста на Волині з осередком в Рівному, займалася з колегинями відродженням «Просвіти».
Після заборони німцями діяльності УЧХ організувала і очолила «Суспільну опіку відділу охорони народного здоров'я». Підтримувала зв'язок з УПА, постачала повстанцям медикаменти, посилала до них медичний персонал.
Багато теплих слів про її діяльность залишив на сторінках своїх мемуарів «Армія без держави» отаман Т. Бульба-Боровець. Також багато зробила для порятунку радянських полонених у німецьких концтборах — на її заклик тисячі рівненців зголошуються бути родичами полонених червоноармійців.
16 липня 1943 заарештована німцями за співпрацю з ОУН і УПА.
15 жовтня 1943 у результаті чергової провокації штатного терориста Кузнєцова, розстріляні в'язні рівненської тюрми — в основному українська інтелігенція — близько 500 арештованих — в яру, поблизу сучасної вулиці Степана Бандери. Тіло її спалене.
Улас Самчук: 
| “Українські люди! Мешканці міста Рівного! Коли ви будете проходити біля того пам’ятника*, пам’ятайте, що його поставлено провокаторові за знищення дуже вартісних ваших братів і сестер, числом понад півтисячі. А в тому було знищено життя великої гуманістки, невтомної діячки на допомогу всім людям, які допомоги потребували, – Хариті Кононенко. Що їй завдячувало своїм життям тисячі і тисячі полонених, покривджених, вбогих, немічних. Не забудьте цього ніколи”. |
- Пам'ятника Кузнецову.

На вулиці Соборній в Рівному в її честь встановлена пропам'ятна дошка.